# Grünental (Solingen)
Grünental ist eine Ortslage in der bergischen Großstadt Solingen.

## Lage und Beschreibung
Grünental befindet sich im Solinger Stadtbezirk Burg/Höhscheid. Der Ort liegt am Rande eines Höhenzugs, auf dem die Vockerter Straße bzw. Börsenstraße verläuft, die Solingen mit Widdert verbindet. Von dieser Straße zweigt nach der Vockerter Kurve nach in Richtung Westen eine Stichstraße mit dem Namen Grünental ab, die in das Weinsberger Bachtal führt. Auf halber Höhe befindet sich, umgeben von Landwirtschaftsflächen zwischen den Straßen Hillingweg und Grünental, die Ortslage Grünental, die nur aus einzelnen Häusern besteht. 
Benachbarte Orte sind bzw. waren (von Nord nach West): Schallbruchs- und Königsmühle, Elsterbusch, Bünkenberg, Vockert, Höfchen, Oben-, Mittel- und Untenfürkelt, Bechershäuschen und Pereskotten.

## Geschichte
Grünental entstand vermutlich in der zweiten Hälfte des 19. Jahrhunderts als Einzelsiedlung auf freiem Feld. In der Topographischen Karte des Regierungsbezirks Düsseldorf von 1871 ist der Ort nicht verzeichnet. Grünental ist erstmals in der Preußischen Neuaufnahme von 1893 als Grünenthal verzeichnet. In der Karte Stadt- und Landkreis Solingen des Landmessers August Hofacker von 1898 ist der Ort als Grünenthal verzeichnet.
Der Ort lag auf der Stadtgrenze der beiden Bürgermeistereien Höhscheid und Dorp (beide Stadtrecht seit 1856). Die Gebäude am Grünental entstanden zu beiden Seiten der Gemeindegrenzen. Die Bürgermeisterei beziehungsweise Stadt Dorp wurde nach Beschluss der Dorper Stadtverordneten zum 1. Januar 1889 mit der Stadt Solingen vereinigt. Damit wurde der Dorper Teil Grünentals ein Ortsteil Solingens. Mit der Städtevereinigung zu Groß-Solingen im Jahre 1929 wurde schließlich auch der Höhscheider Teil Grünentals ein Ortsteil Solingens.
Der Ortsname Grünental erhielt später auch Einzug in die Liste der Solinger Straßennamen, seit den 1930er Jahren in der Schreibweise ohne H. Der obere Teil der Straße wurde bis Anfang der 2000er Jahre mit einigen Wohnhäusern neu bebaut.